# Nikolaj Leskov

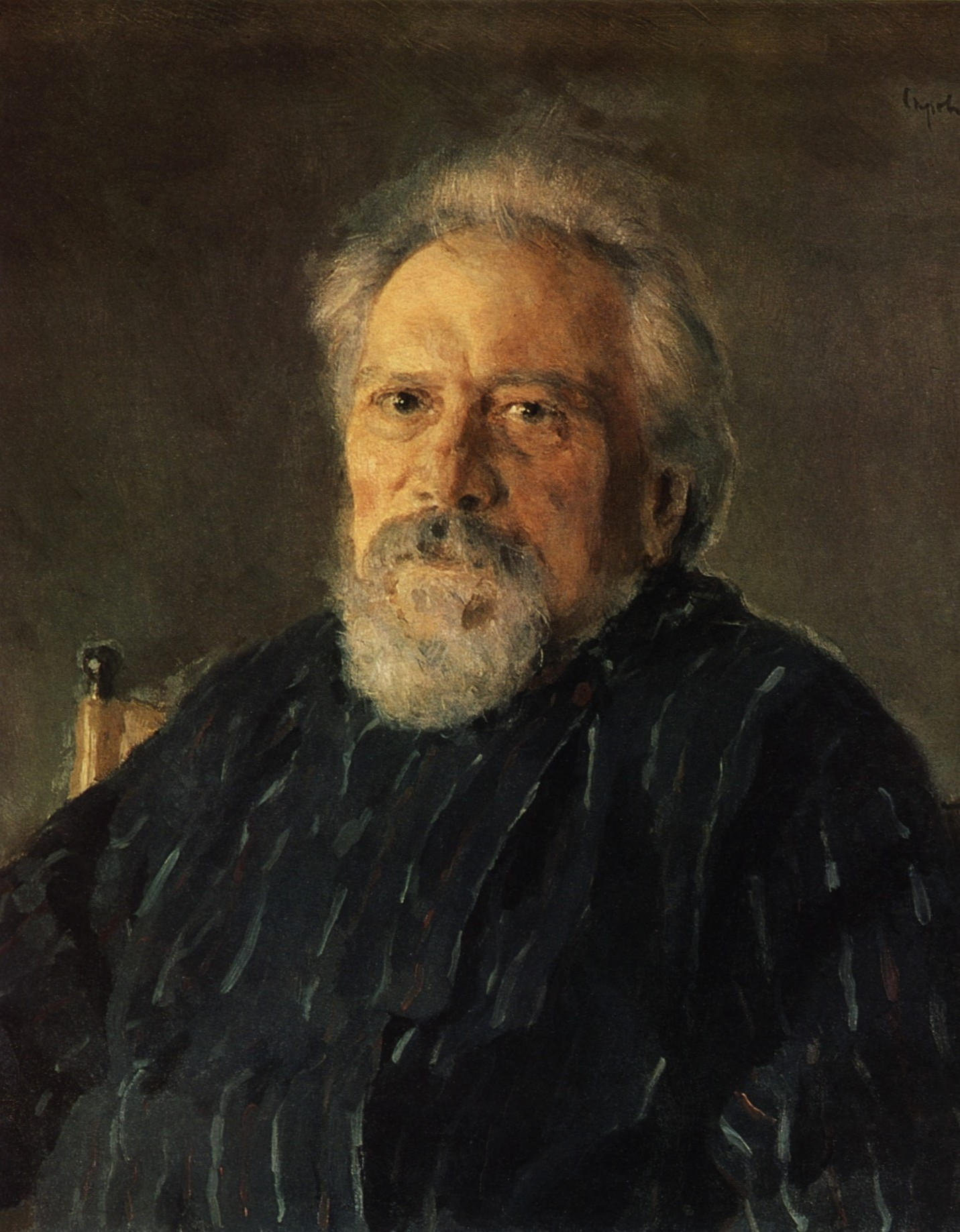
Nikolaj Leskov. Schilderij van Valentin Serov.

Nikolaj Semjonovitsj Leskov (Russisch: Николай Семёнович Лесков) (Orjol, 16 februari 1831 - Sint-Petersburg, 5 maart 1895) was een Russisch auteur.
Leskovs realistische schrijfstijl kenmerkt zich vooral door het gebruik van woorden uit het dagelijks spraakgebruik, en dan met name uit de regio's. Dit maakt het werk van Leskov wat minder toegankelijk dan bijvoorbeeld het werk van Aleksandr Poesjkin. Zijn sympathie voor de regio's uitte zich ook door zijn (verdekte) kritiek op de tsaren, zoals in het boek De linkshandige (1881).

## De linkshandige
In De linkshandige krijgt de tsaar een cadeau van de Engelse koning, een ingenieus miniatuur van een vlo, dat kan dansen. Om te bewijzen dat Rusland niet achterlijk is, geeft hij opdracht om een nog veel beter miniatuur te maken. De enige in Rusland die dit kan doen is een linkshandige smid uit de stad Toela. Deze slaagt erin om op elke poot van de vlo een hoefijzer te plaatsen, wat tot gevolg heeft dat de vlo niet meer kan dansen; een zodanig knappe wijziging dat het met het blote oog niet zichtbaar is. Omdat de tsaar vermoedt dat de smid de vlo kapot heeft gemaakt krijgt hij straf. Later wordt de smid uitgenodigd om in Engeland zijn kunsten te laten zien. Hij krijgt echter heimwee en sterft berooid in Rusland. Dit verhaal is een kritiek op de tsaar omdat het illustreert hoe Rusland omgaat met zijn waardevolle mensen.

## Ander werk
Een ander bekend werk van Leskov is het verhaal Lady Macbeth uit het district Mtsensk (1865). Hierin krijgt Katerina Ismajlova, de vrouw van een rijke koopman, een affaire met de knecht Sergei. Als haar schoonvader erachter komt, vergiftigt zij hem (vandaar de referentie naar Macbeth van William Shakespeare). Later vermoorden zij en Sergei haar echtgenoot en diens neefje. Als ze gearresteerd worden door de politie en naar Siberië worden gestuurd, begint Sergei een affaire met Sonetka, een andere vrouwelijke gevangene. Wanneer het gevangenentransport de Wolga oversteekt, werpt zij Sonetka overboord, springt haar achterna en zorgt ervoor dat zij samen verdrinken.

## Trivia
De novelle Lady Macbeth uit het district Mtsensk vormde de inspiratie voor de gelijknamige opera van Dmitri Sjostakovitsj. Deze opera kreeg veel kritiek wegens de expliciete seksuele inhoud. In sommige uitvoeringen moet de zangeres volledig uit de kleren.
- Bibsys: 90100788
- Biblioteca Nacional de España: XX1105253
- Bibliothèque nationale de France: cb119126722 (data)
- Catàleg d'autoritats de noms i títols de Catalunya: 981058608826706706
- CiNii: DA00815864
- Gemeinsame Normdatei: 118640488
- International Standard Name Identifier: 0000 0001 2102 4536
- Library of Congress Control Number: n50052867
- Nationale Bibliotheek van Letland: 000026945
- MusicBrainz: 822d1dc5-ad06-4552-8a34-3d822f3c3d6e
- Bibliotheek van het Japanse parlement: 00447446
- Nationale Bibliotheek van Tsjechië: jn19990210376
- Nationale bibliotheek van Australië: 36452829
- Nationale Bibliotheek van Israël: 987007309238605171
- Nationale Bibliotheek van Polen: a0000001180532
- Nationale en Universitaire bibliotheek Zagreb: 000051025
- Nederlandse Thesaurus van Auteursnamen: 069389411
- Réseau des bibliothèques de Suisse occidentale: 02-A000104249
- Istituto Centrale per il Catalogo Unico: CFIV053014
- LIBRIS: 70955
- SNAC: w6mt8xv3
- Système universitaire de documentation: 027328430
- Trove: 1257581
- Virtual International Authority File: 76318943
- WorldCat: E39PBJmP89kCkG9b4QWkGCRxjC